# Forte La Carnale
Il Forte La Carnale di Salerno è una torre cavallaria edificata sulla costa, nei pressi della foce del fiume Irno. Questa roccaforte faceva parte di un sistema di difesa che fu realizzato a partire dal 1563 allo scopo di difendere la città dalle feroci incursioni Saracene.

## Storia
La torre (o forte) Carnale fu costruita intorno al 1569 dall'imprenditore Andrea Di Gaeta di Coperchia ed originariamente sorgeva direttamente sul mare. Si trova a poche centinaia di metri dalla foce del fiume Irno ed è relazionata come sistema difensivo con le "Torri costiere" di Angellara, Torrione e Vietri.
La struttura della Carnale è a pianta quadrata con merlature e presenta, nella parte superiore, un torrino per l'alloggio dei soldati. Essa apparteneva al tipo di torri dette torri cavallarie, da cui partivano uomini a cavallo per avvertire la popolazione in caso di attacco dal mare.
Il nome deriva da una battaglia tra Longobardi e Saraceni avvenuta nell'anno 872 attorno al promontorio (anticamente collegato alla collina detta "Masso della Signora") su cui sorge il forte e che si risolse in una strage di questi ultimi: "una Carnale (carnaio)" appunto. L'edificio viene chiamato anche "la Polveriera", giacché nell'Ottocento era adibito dai Borbone a deposito militare di munizioni.
Il forte La Carnale fu teatro della strenua difesa di Salerno da parte del cosiddetto "Masaniello salernitano", Ippolito di Pastina, ribellatosi contro i soprusi degli Spagnoli nel Seicento: Ippolito scelse di dislocare il "Comando Popolare" della sua rivolta nell'antico forte La Carnale nel 1647 per quasi un anno.
Successivamente il forte nel 1764 raccolse i morti dovuti alla terribile carestia di quell'anno.
Il forte poi divenne una munita fortezza borbonica nel 1828, e se ne servì come osservatorio di manovre militari Francesco I. Dopo l'Unità d'Italia e fino al 1924 fu adibito a deposito di munizioni.
Nella seconda guerra mondiale fu rinforzato con "bunker" e subì molti danni durante lo sbarco di Salerno nel settembre 1943.

### Ristrutturazione contemporanea
Il forte è stato completamente ristrutturato negli anni ottanta con due livelli provvisti di saloni per mostre ed esposizioni culturali, belvedere e locali di ristoro dotati di ascensore panoramico. Vi si fanno anche concerti e riunioni di varia natura.
Fa parte di un complesso turistico sul litorale nel centro di Salerno, assieme ad impianti di tennis, hockey ed alla piscina coperta comunale. Dalla sua terrazza si domina un panorama molto vasto, che spazia sul golfo di Salerno -nelle belle giornate con ottima visibilità- dalla costiera amalfitana alla costiera cilentana.

### Giardini
Il Forte ha avuto, dopo la crescita urbana di Salerno negli anni cinquanta, una piccola area verde al livello stradale sul lato lungomare. Negli anni novanta era diventata degradata ed è stata recentemente riqualificata dal Comune.